# Élections municipales chiliennes de 2012

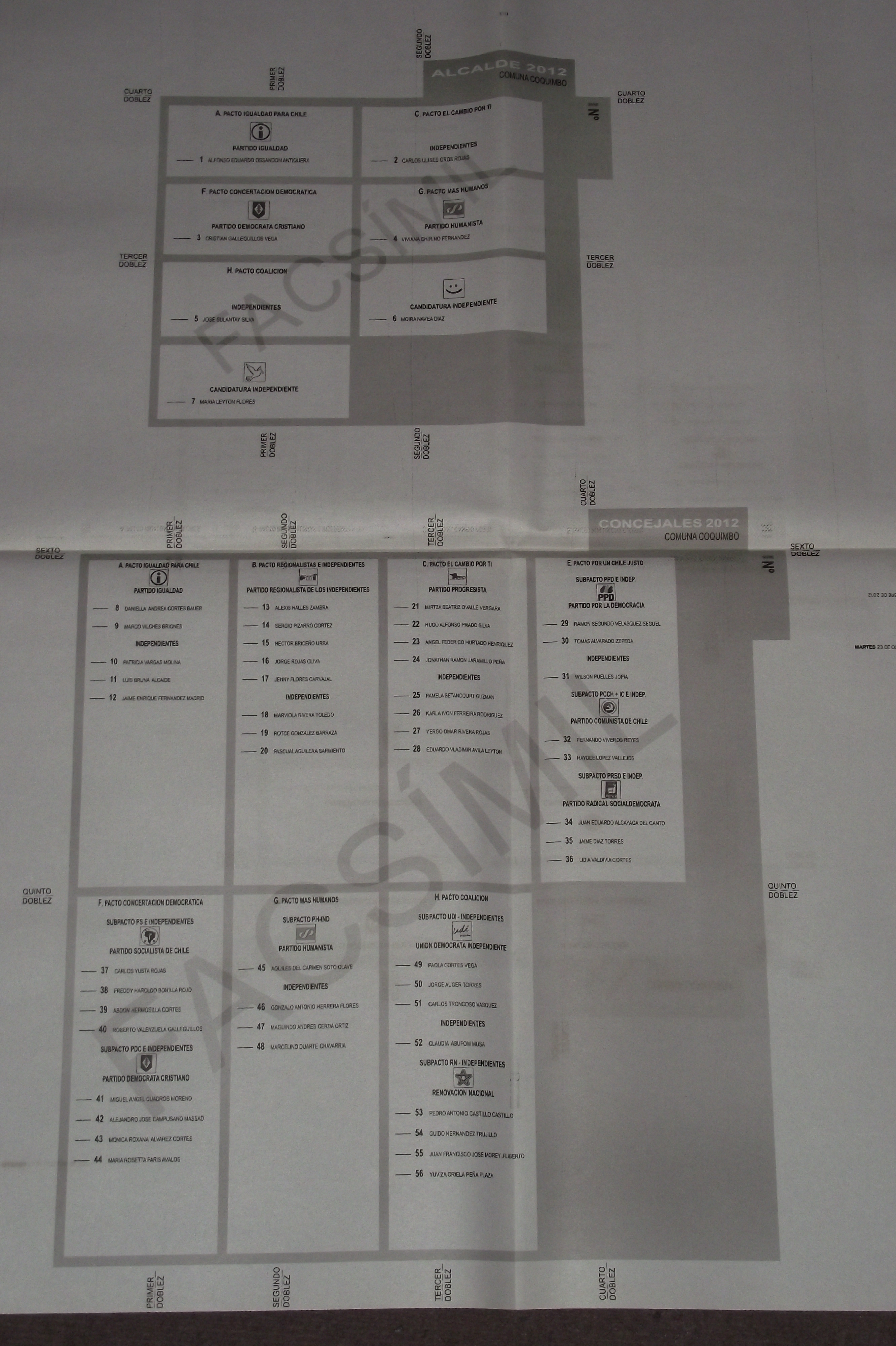
Photo qui affiche les différents partis et candidats présents lors de ces élections

Les élections municipales chiliennes se sont déroulées le 28 octobre 2012. Les dernières élections municipales datent de 2008.